# (2569) Madeline
(2569) Madeline es un asteroide perteneciente al cinturón de asteroides, descubierto el 18 de junio de 1980 por Edward Bowell desde la Estación Anderson Mesa (condado de Coconino, cerca de Flagstaff, Arizona, Estados Unidos).

## Designación y nombre
Designado provisionalmente como 1980 MA. Fue nombrado Madeline en homenaje a “Madeline” personaje de una poesía de John Keats.